# Ger Ruijters
Ger Ruijters (Puth, 12 januari 1931 – Maastricht, 16 juli 2021) was een Nederlandse vastgoedondernemer. Hij is nationaal bekend geworden als oprichter van Q-Park.

## Levensloop

### Carrière
Ruijters werd geboren als enige zoon van een kleermaker. Na de hbs in Sittard werkte Ruijters enige tijd, waarna hij zijn opleiding vervolgde met een studie sociale economie aan de hogeschool in Tilburg. Daarna trad hij in dienst als hoofd personeelszaken en directiesecretaris van het aannemersbedrijf Muyres. Hierna stortte hij zich op projectontwikkeling, woningbouw en makelaardij. Ruijters werd een van de grootste projectontwikkelaars in Limburg en Noord-Brabant. In 1972 richtte hij Ruijters Parking bv op, dat later Q-Park werd. Ruijters was onder meer betrokken bij de bouw van een parkeergarage onder de Vrijthof in Maastricht. Het bedrijf groeide uit tot een grote speler op de markt van parkeerbedrijven in Nederland en werd in 2017 voor bijna 3 miljard euro verkocht. Begin jaren 80 wordt hij genoemd in de SBDI-affaire, maar na een onderzoek van de Rijksaccountantsdienst werd hij vrijgepleit. Op 1 september 2014 werd hij opgevolgd als directeur van Ruijters Vastgoed.
Ruijters werd tot officier in de Orde van Oranje-Nassau benoemd vanwege zijn verdiensten voor de economische ontwikkeling in Limburg.

### Privéleven
Ruijters trouwde twee keer, met zijn eerste vrouw had hij drie dochters. Ruijters overleed op 16 juli 2021 op 90-jarige leeftijd.